# Deutsche Gesellschaft für Klinische Neurophysiologie und Funktionelle Bildgebung
Die Deutsche Gesellschaft für Klinische Neurophysiologie und Funktionelle Bildgebung (DGKN) e. V. ist eine medizinische Fachgesellschaft für Ärzte und Wissenschaftler auf dem Gebiet der klinischen und experimentellen Neurophysiologie. Mit mehr als 4.000 Mitgliedern ist sie die zweitgrößte Fachgesellschaft für Neuromediziner in Deutschland.

## Tätigkeiten und Ziele
Die DGKN e. V. fördert die Erforschung von Gehirn und Nerven, sichert die Qualität von Diagnostik und Therapie neurologischer Krankheiten und treibt Innovationen auf diesem Gebiet voran. Die DGKN richtet den jährlichen Kongress für Klinische Neurowissenschaften mit Fortbildungsakademie aus. Darüber hinaus entwickelt und publiziert die DGKN medizinische Leitlinien, Richtlinien und Empfehlungen für die Diagnosemethoden der Neurophysiologie sowie deren Ausbildung. Hierbei besitzt die DGKN eine besondere Relevanz für die Feststellung des Hirntodes, da die Empfehlungen der DGKN zur technischen Durchführung von der Bundesärztekammer übernommen werden und somit deutschlandweit verpflichtend gültig sind, beispielsweise im Rahmen der Hirntodiagnostik für Organtransplantationen. Die Zertifizierung von Anwendungs- und Ausbildungskompetenzen in den neurophysiologischen Methoden, u. a. Elektroenzephalografie (EEG), Elektromyografie (EMG), Elektroneurografie (ENG) und Evozierte Potenziale (EP), stellt eine der Hauptaufgaben der DGKN dar.
Mit ihrer Fortbildungsakademie betreibt die DGKN Aus-, Weiter- und Fortbildung. Ebenso unterstützt die Fortbildungsakademie die Organisation von externen Fortbildungsveranstaltungen und zertifiziert diese. Die Nachwuchsorganisation der DGKN sind die Jungen Klinischen Neurophysiologen (JKN). Die Zeitschrift Klinische Neurophysiologie ist das Mitteilungsorgan der DGKN. Sie erscheint viermal jährlich.
Die DGKN ist Mitglied der Arbeitsgemeinschaft der Wissenschaftlichen Medizinischen Fachgesellschaften (AWMF) und die Deutsche Sektion der International Federation of Clinical Neurophysiology (IFCN).

## Organisationsstruktur
Zentrale Organe der DGKN sind die Mitgliederversammlung und der Vorstand. In Fachkommissionen findet die Facharbeit statt, d. h. administrative und klinische Aufgaben.
Die DGKN kooperiert u. a. mit folgenden Organisationen:
- Deutsche Gesellschaft für Neurologie
- Deutsche Gesellschaft für Epileptologie
- Berufsverband Deutscher Neurologen
- Deutsche Gesellschaft für Ultraschall in der Medizin

## Vorstand
Der Vorstand der DGKN besteht aus dem Präsidenten, dem 1. und 2. Vizepräsidenten, dem Past-Präsidenten, dem 1. und 2. Sekretär sowie dem Schatzmeister und dem IFCN-Delegate.
| Amtsperiode | Präsident                     |
| ----------- | ----------------------------- |
| 1950–1952   | Richard Jung                  |
| 1953        | Friedrich Duensing            |
| 1954–1955   | E. Schütz                     |
| 1956–1958   | Rudolf Wilhelm Janzen         |
| 1958–1959   | Alois Kornmüller              |
| 1959–1960   | Heinz Gänshirt                |
| 1961–1963   | W. Götze                      |
| 1963–1964   | Rudolf Meyer-Mickeleit        |
| 1965–1967   | Johann Kugler                 |
| 1967–1968   | Heinz Caspers                 |
| 1968–1969   | Heinz Penin                   |
| 1969–1970   | Heinz Künkel                  |
| 1970–1971   | Hermann Doose                 |
| 1971–1972   | A. Strupler                   |
| 1972–1973   | D. Bente                      |
| 1973–1974   | Hanns Christian Hopf          |
| 1974–1975   | Erwin-Josef Speckmann         |
| 1975–1976   | H.D. Weigelt                  |
| 1976–1977   | Manfred Klee                  |
| 1977–1978   | Franz-Josef Schulte           |
| 1978–1979   | Heinz Künkel                  |
| 1979–1980   | Kenneth Ricker                |
| 1980–1981   | Konstantin-Alexander Hossmann |
| 1981–1982   | Carl Herrmann Lücking         |
| 1982–1983   | Lüder Deecke                  |
| 1983–1984   | Hans-Joachim Freund           |
| 1984–1985   | Hans-Martin Weinmann          |
| 1985–1986   | Bastian Conrad                |
| 1986–1987   | Klaus Lowitzsch               |
| 1987–1988   | Stephan Zschocke              |
| 1988–1989   | Erwin-Josef Speckmann         |
| 1989–1990   | Reinhard Dengler              |
| 1990–1991   | Bernd Bätz                    |
| 1991–1992   | H. Klepel                     |
| 1992–1993   | Manfred Stöhr                 |
| 1993–1994   | J. Noth                       |
| 1994–1995   | Peter Wolf                    |
| 1995–1996   | Johannes Jörg                 |
| 1996–1997   | Rudolf Korinthenberg          |
| 1997–1998   | Walter Paulus                 |
| 1998–1999   | Reiner Benecke                |
| 1999–2000   | Hanns Christian Hopf          |
| 2000–2001   | Christian E. Elger            |
| 2001–2002   | Detlef Kömpf                  |
| 2002–2003   | Carl Herrmann Lücking         |
| 2003–2004   | Otto Witte                    |
| 2004–2006   | Manfred Kaps                  |
| 2006–2007   | Thomas Brandt                 |
| 2007–2008   | Hans-Jochen Heinze            |
| 2008–2009   | Marianne Dieterich            |
| 2009–2010   | Stephan Zierz                 |
| 2010–2011   | Adrian Ringelstein            |
| 2011–2012   | Gereon R. Fink                |
| 2012–2013   | Joseph Claßen                 |
| 2013–2014   | Reinhard Dengler              |
| 2014–2015   | Holger Lerche                 |
| 2015–2016   | Alfons Schnitzler             |
| 2016–2017   | Ulrich Hegerl                 |
| 2017–2018   | Agnes Flöel                   |
| 2018–2019   | Cornelius Weiller             |
| 2019–2020   | Ulf Ziemann                   |
| 2020–2021   | Felix Rosenow                 |
| 2021–2022   | Jens Volkmann                 |
| 2022–2023   | Andreas K. Engel              |
| 2023–2024   | Christian Grefkes-Hermann     |
| 2024–2025   | Susanne Schubert-Bast         |
| ab 2025     | Jan Rémi                      |

## Geschichte
Die Geschichte der DGKN begann 1924 mit der Erfindung des EEG durch Hans Berger. In den 1930er- und 40er-Jahren entstand ein erster Vorreiter der DGKN: eine neurophysiologische und eine physikalisch-elektrische Abteilung innerhalb des Kaiser-Wilhelm-Instituts der Kaiser-Wilhelm-Gesellschaft zur Förderung der Wissenschaften. Am 17. April 1950 wurde die DGKN als „Deutsche EEG-Gesellschaft“ auf Bestreben von Richard Jung und weiteren Ärzten gegründet. 1996 wurde die Gesellschaft in „Deutsche Gesellschaft für Klinische Neurophysiologie und Funktionelle Bildgebung“ umbenannt. Im Jahr 2020 befasste sich die DGKN mit dem Verhalten wichtiger Neurophysiologen in der Zeit des Nationalsozialismus. In diesem Zusammenhang wurden mehrere der verliehenen Preise umbenannt. Ebenso auch das Richard-Jung-Kolleg.

## Preise
Der Verein verleiht folgende Preise:
- DGKN-Verdienstmedaille für das Lebenswerk im Bereich Neurophysiologie und Funktionelle Bildgebung (seit 1960; bis 2018: Hans-Berger Preis[10]). Der Preis ist mit 5000,- Euro dotiert.[13]
- Der Große Forschungspreis der DGKN (bis 2018: Richard-Jung-Preis[10]) wird seit 1987 von der DGKN an Wissenschaftler verliehen, die ein Thema der Theoretischen oder Klinischen Elektroneurophysiologie längere Zeit verfolgt und kritisch bearbeitet haben. Der Preis ist mit 4000,- Euro dotiert. Die Verleihung des Preises findet beim DGKN-Jahreskongress statt.[14]

Daneben werden noch Nachwuchspreise vergeben:
- DGKN-Nachwuchsförderpreis für Klinische Neurophysiologie (seit 1986)
- DGKN-Nachwuchsförderpreis für Neurosonologie (seit 2001)
- DGKN-Nachwuchsforschungspreis Funktionelle Bildgebung (Niels-A.-Lassen-Preis, seit 2011)[15]
- Fortbildungspreis der Fortbildungsakademie (seit 2006)